# Muruta
Muruta är en kommun i Burundi. Den ligger i provinsen Kayanza, i den nordvästra delen av landet, 50 km norr om Burundis största stad Bujumbura.